# Michael Whelan (scientifique)
Michael John Whelan (né le 2 novembre 1931) est un scientifique britannique.

## Éducation et carrière
Whelan termine son doctorat au Gonville and Caius College de Cambridge sous la direction de Peter Hirsch . Il occupe des postes de recherche à l'Université de Cambridge jusqu'en 1966, date à laquelle il part à l'Université d'Oxford . Depuis 2011, Whelan est professeur émérite au Département des matériaux de l'Université d'Oxford, et membre émérite du Linacre College, à Oxford .
En 1976, il est élu Fellow de la Royal Society et Fellow de l'Institute of Physics ,. Lui et Archibald Howie remportent en 1988 la médaille Hughes de la Royal Society "pour leurs contributions à la théorie de la diffraction et de la microscopie électroniques, et son application à l'étude des défauts de réseau dans les cristaux ". Il reçoit également le Distinguished Scientist Award en 1998 en sciences physiques de la Microscopy Society of America  et le CV Boys Prize en 1965 de l'Institute of Physics . En 2001, il est élu membre honoraire de la Royal Microscopical Society . En 2011, il remporte la médaille Gjønnes en cristallographie électronique .